# 日産・フィガロ
フィガロ（Figaro）は、日産自動車が1991年（平成3年）から翌年の1992年（平成4年）まで販売していた小型乗用車である。
Be-1（1987年）、パオ（1989年）に続き、初代マーチ（K10型）をベースとした同社のパイクカー・シリーズの第3弾であった。

## 概要
「日常の中のちょっとしたお酒落、優雅な気分を気軽に楽しめる個性的なパーソナルクーペ」をテーマとして企画された。レトロ調にデザインされた小型オープンカーであり、機構が複雑なものの手動で開閉できるキャンバストップや、専用デザインの本革シートを備えていた。
型式はFK10型で、初代マーチ（K10型）をベースとしたパイクカーシリーズのなかでは唯一、マーチターボから流用したOHCターボエンジンを採用していた。これはキャンバストップの開閉機構を搭載したことによる重量増加を補うためであり、出力やトルクのネット値は変更されずそのまま搭載された。軽量化フロントフェンダーは熱可塑性樹脂でできている。
パイクカーの中でもきらびやかな装飾を身につけているが、過度に飾るのではなく、ワンポイントを引き立てるように配置されている。「植物」をモチーフとして、ボディ側面にはツルをイメージしたメッキモールを装着し、エンブレムや室内のスイッチは花のつぼみを意識した。

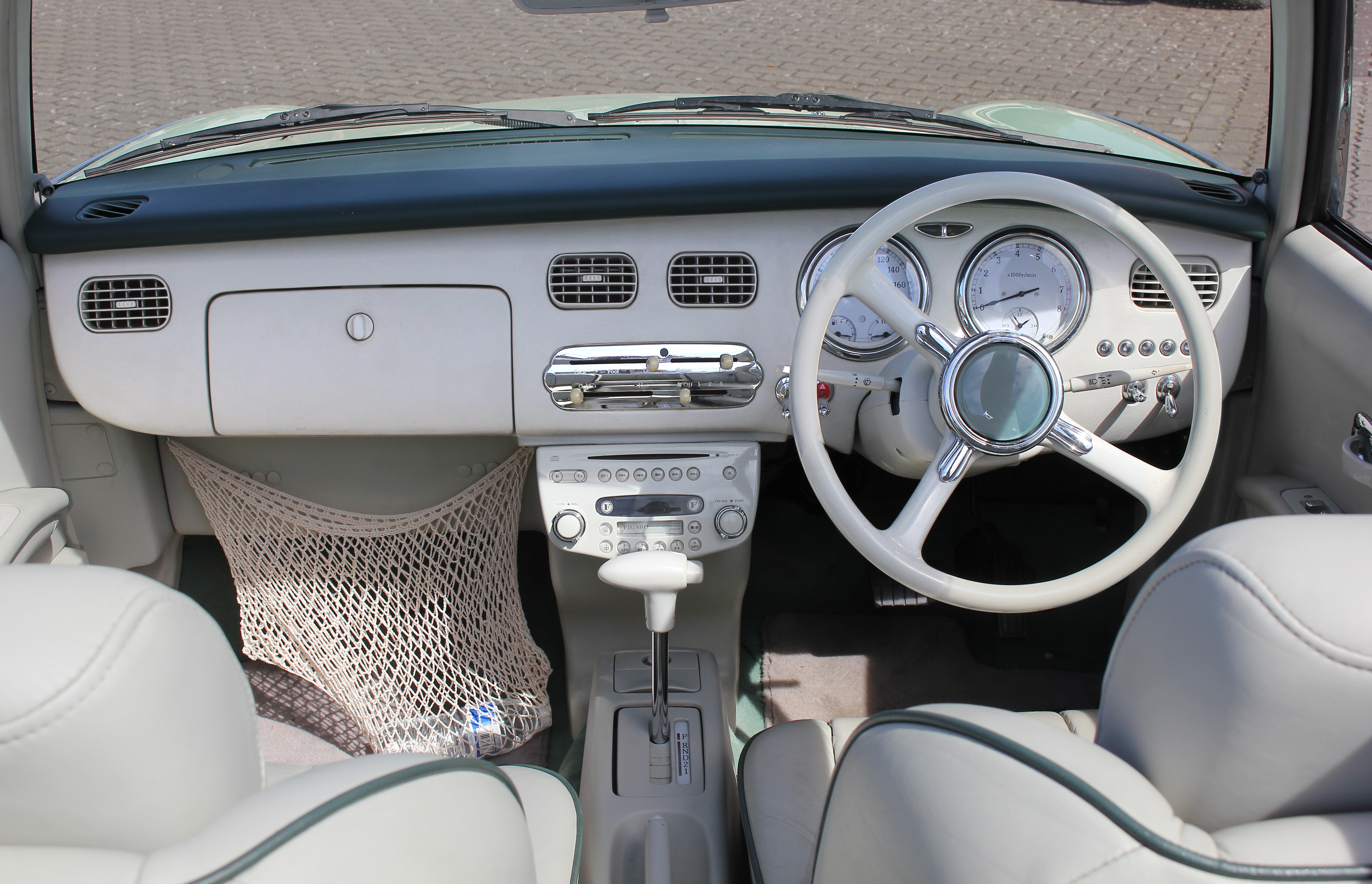
ダッシュボード周辺

乗車定員は4名だが、リアシートは狭く大人が乗るには窮屈な空間になってしまった。しかしエアコン、オーディオプレーヤー（ディーラーオプション）といった快適装備や、予防安全性、衝突安全性への対応だけでなく開閉可能なトップのワーニング機構を設けるなど安全装備も揃えている。
カラーバリエーションは季節に対応したようなラインアップとなっており、春はエメラルド、夏はペールアクア、秋はトパーズミスト、冬はラピスグレイの全4色で、撥水性の高いスーパーファインコーティングを採用した。インテリアの基調色は白でまとめられ、そこにボディと同系色のアクセントを入れることで、外装とインテリアの親和性をはかっている。
当初は8000台の限定生産の予定だったが、希望者が多かったため販売台数が拡大することになった結果限定2万台で発売され、同年8月末までに3回に分けて抽選するという販売方式がとられた。新車販売価格は、187万円だった。

## イギリスでの人気と影響
新車販売は日本国内でのみ行われたが、諸外国、特にイギリスでは広い人気を得、エリック・クラプトンなどのセレブリティのオーナーも現れた。さらに、25年ルールでクラシックカーとして認められることで、アメリカへの輸入、一般ユーザーへの販売及び登録が可能になったことで、人気がより高まっている。
この人気の背景には、イギリスの自動車製造を取り巻く状況が関係している。イギリスには中小規模のメーカーが数多く存在していたが、アメリカの自動車メーカーよりもはるかに幅広いデザインを生み出しており、風変わりな上にパワー不足であまり実用的ではなかったが、多くのファンに愛されていた。しかし、外国企業の影響が大きくなった1970年代初頭から、イギリス国内のブランドが次々に消滅していった。1980年代にはどん底から徐々に回復したものの、自動車メーカーはすべて外資系企業になり、かつての個性は薄れてしまった。そんな中で登場したフィガロは、イギリス人にとって懐かしく思えるデザインで、まさに風変わりで実用的でないが愛嬌のあるクルマだった。
オーナーからは50～60年代のレトロなロードスター同等のスタイリングと、より現代的で信頼性の高い日本の自動車技術の組み合わせが評価されている。実際に手に入れたオーナーには懐古趣味を好む人も多い。また、都市部ではそのコンパクトな車体から、運転のしやすさが高く評価されている。
日本と同じ右ハンドルということもあり多くの中古車が輸入され、かつてのロンドンにはフィガロ専門の中古車店もあった。現在はオックスフォードシャーにあるフィガロ専門店「The Figaro Shop」がレストア車の販売、イギリスの法律に対応した車検(MOT)対応、整備を手掛けており、日産が既に製造廃止したパーツのリプロダクト品は、イギリス国内のみならず日本をはじめ世界中からネット購入することが出来る。
オーナーズクラブも存在し、2016年には誕生から25周年を記念して、ウォリックシャーでフィガロ所有者の一大集会が開かれた。2019年現在、英国内で3000超のフィガロが現役車として登録されている。
2011年、デザイン評論家のフィル・パットンはニューヨーク・タイムズ紙に寄稿し、フィガロを「ポストモダニズムの極み」と呼び、「シトロエン・2CV、ルノー・4、ミニ、フィアット・500の要素を無差別に組み合わせた、臆面もなくレトロな車」と評価した。

## 年表
1989年（平成元年）10月
東京モーターショー（10月26日から11月6日まで）にて試作車が公開される。「バック・トゥ・ザ・フューチャー」と銘打たれて展示されたフィガロは、参考出品ながら大きな反響を呼んだ。
1990年
高田工業にて委託生産開始。
1991年2月14日
販売開始。キャッチコピーは「東京ヌーベルバーグ」。
1991年4月27日
日産自動車の提供によるオムニバス映画「フィガロ・ストーリー」が公開された。都市、恋愛、車、をテーマとして、アレハンドロ・アグレスティ、林海象、クレール・ドニの監督により製作、日本全国の映画館で上映された。
1991年10月
通商産業省選定グッドデザイン賞（商品デザイン部門）を受賞。
1992年2月
生産終了。在庫対応分のみの販売となる。
1992年12月
在庫対応分の販売終了。

## 車名の由来
ヴォルフガング・アマデウス・モーツァルトのオペラ『フィガロの結婚』に登場する、機知に富んだ主人公の男性の名前にちなむ。